# Giulia Albini
Giulia Albini (Arizzano, 8 marzo 1982 – Istanbul, 29 maggio 2012) è stata una pallavolista e fisioterapista italiana.

## Biografia
Il 27 maggio 2012, all'età di 30 anni, ha raggiunto Istanbul e dopo aver noleggiato un'auto si è diretta verso il Ponte di Fatih Sultan Mehmet sul Bosforo, gettandosi da un'altezza di settanta metri il 29 maggio all'una e mezza di notte; il corpo è stato ritrovato da un pescatore alle sei del mattino. La causa del suo suicidio è stata attribuita alla fine della storia d'amore extraconiugale con Lorenzo Micelli, allenatore dell'Eczacıbaşı Istanbul, che si era riavvicinato a sua moglie.

## Carriera
Ha incominciato la sua carriera pallavolistica a 11 anni nella Pallavolo Altiora di Verbania, poi dopo aver militato nel Volley Oleggio dal 1998 al 2005 in Serie B2, ha esordito in Serie A2 con il Dimeglio Brums Busto Arsizio lo stesso anno.
Nel 2006 è andata a giocare in Svizzera per il Bellinzona Volley, con cui ha debuttato nella massima serie elvetica, poi dal 2007 al 2010 ha militato all'AGIL Trecate, di nuovo in Serie B2. Nel 2010 ha lasciato la squadra, ma è rimasta in Piemonte per giocare con il Pallavolo Ornavasso, con cui ha raggiunto la promozione in Serie A2. 	
Ha inoltre svolto l'attività di fisioterapista alla clinica Hildebrand di Brissago (Svizzera).